# بنوا باروس
بنوا باروس (انگلیسی: Benoît Barros؛ زادهٔ ۶ اوت ۱۹۸۹) بازیکن فوتبال اهل فرانسه است.
از باشگاه‌هایی که در آن بازی کرده‌است می‌توان به باشگاه فوتبال بوهمیانس ۱۹۰۵ اشاره کرد.